# Cascade de Moulin-Marquis
La cascade de Moulin-Marquis ou cascade de Bournillon est une chute d'eau française haute d'environ 400 mètres. Elle se situe à Choranche en Isère, dans le cirque de Bournillon, en aval des gorges de la Bourne.